# Liste de musées en Slovénie
Pour les autres articles nationaux ou selon les autres juridictions, voir Liste des musées par pays.
Cet article présente une liste non exhaustive de musées en Slovénie, classés par ville.

## Ljubljana
- Centre international des arts graphiques (en)
- Galerie moderne de Slovénie
- Galerie nationale de Slovénie
- Musée de l'architecture et du design (sl)
- Musée d'art contemporain Metelkova (sl)
- Musée d'art moderne de Ljubljana (sl)
- Musée des chemins de fer slovènes (sl)
- Musée de l'école slovène (sl)
- Musée ethnographique slovène (sl)
- Musée géographique de Ljubljana (sl)
- Musée d'histoire contemporaine de Slovénie (sl)
- Musée d'histoire naturelle de Slovénie
- Musée national de Slovénie
- Musée du théâtre slovène (sl)
- Musée de la ville de Ljubljana dans le Palais Auersperg (de)
- Pavillon Jakopič (sl)

## Autres villes
- Musée régional, à Celje
- Musée de Kobarid (sl), à Kobarid
- Musée municipal d'Idrija (sl), à Idrija
- Musée technique de Slovénie (sl), à Bistra